# بنكسية بنفسجية
بنكسية بنفسجية (الاسم العلمي: Banksia violacea) هي نوع نباتي يتبع جنس البنكسية من فصيلة البروطية.